# 查維尼略區

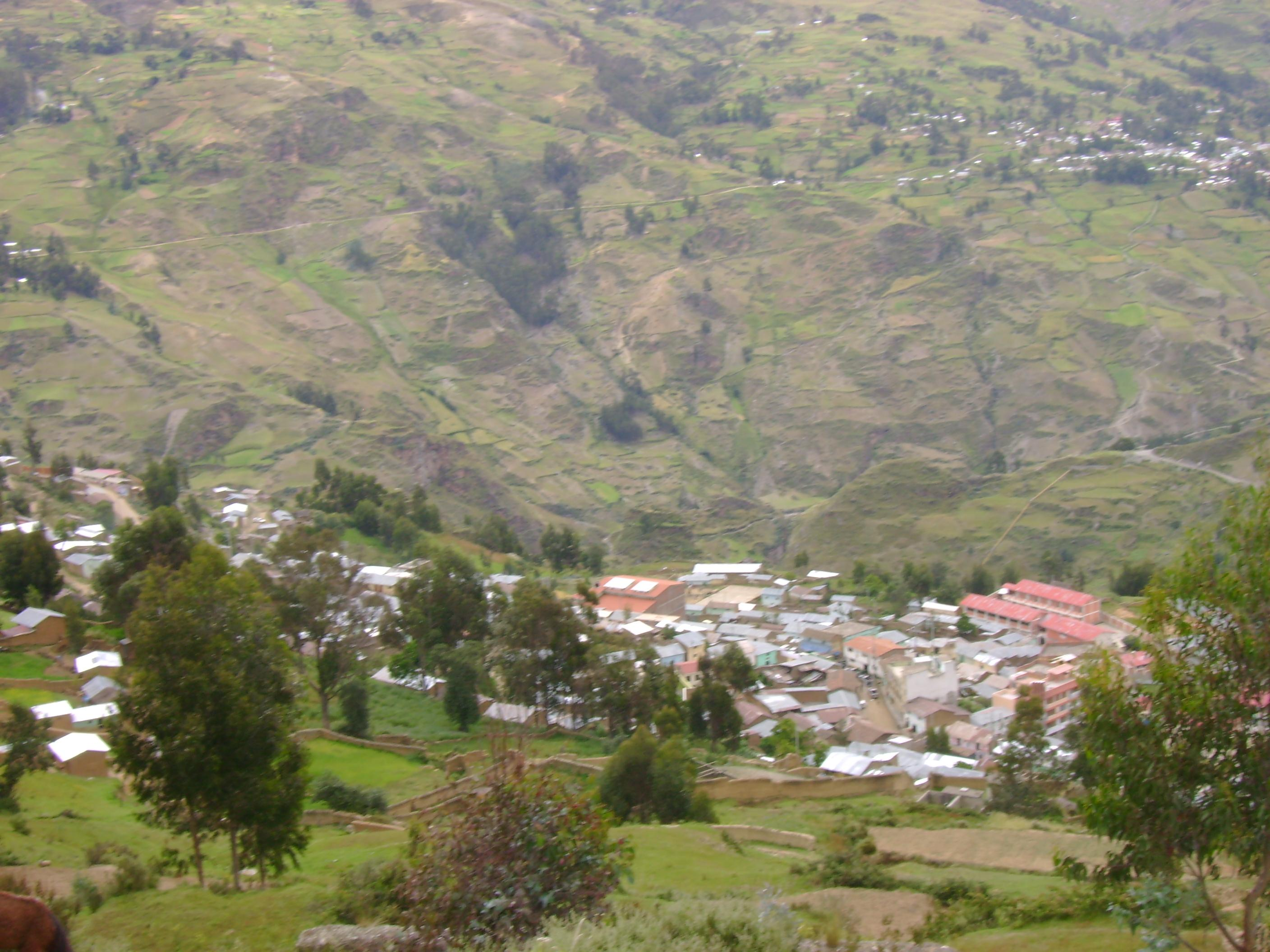

9°51′33″S 76°36′32″W / 9.8593°S 76.6089°W
查維尼略區（西班牙語：Distrito de Chavinillo），是秘魯的一個區，位於該國中部瓦努科大區的亞羅維爾卡省，始建於1906年9月14日，面積205.2平方公里，海拔高度3,471米，2005年人口10,259，人口密度每平方公里50人。